# Seikon no Qwaser
Seikon no Qwaser (聖痕のクェイサー, Seikon no Kweisā) é uma série de mangá e anime de autoria de Hiroyuki Yoshino com arte de Kenetsu Satō. A série é notável por sua violência, fan service e o uso de leite materno especial (conhecido como Soma ) como um dispositivo central da trama. A série de mangá foi publicada no Japão na revista de mangá Champion Red de 2006 a 2016, e os capítulos coletados em 24 volumes. Uma série de anime de 24 episódios foi produzida com o mesmo título da série de mangá e transmitida no Japão pela Biglobe em 2010. Uma adaptação OVA intitulada The Qwaser of Stigmata: Portrait of the Empress (聖 痕 の ク ェ イ サ ー: 女 帝 の 肖像, Seikon no Kweisā: Jotei no Shōzō ) também foi produzido e lançado em DVD com a série mangá volume 10. Uma segunda temporada de 12 episódios foi produzida com o título The Qwaser of Stigmata II (聖 痕 の ク ェ イ サ ー II, Seikon no Kweisā Tsū ) e foi transmitido no Japão entre abril e junho de 2011.
A Sentai Filmworks licenciou ambas as temporadas e o OVA para distribuição digital e lançamento de home video na América do Norte, lançando DVDs legendados em inglês em 2012 e 2013.

## Resumo
A história narra a vida escolar de Mafuyu Oribe e Tomo Yamanobe na Academia Oriental Ortodoxa São Mihailov, onde sofreram perseguição e isolamento de outros alunos liderados pela filha do atual reitor Miyuri Tsujidou e sua segunda em comando, Hana Katsuragi. A vida de Mafuyu e Tomo sofre uma reviravolta drástica quando eles cuidam de Alexander "Sasha" Nikolaevich, nascido na Rússia, de cabelos prateados, e recuperam a saúde ao encontrá-lo inconsciente um dia durante o trajeto para casa. Quase imediatamente, Sasha começa a retribuir a bondade de Mafuyu e Tomo enquanto ele repele seus algozes; no entanto, isso não muda o histórico de Sasha como um Qwaser descartável dos Adeptos, e que os Adeptos não têm escrúpulos em fazer uma zona de guerra absoluta da Academia, a fim de adquirir o Theotokos de Tsarytsin de Athos, que deseja manter o a existência do ícone é um segredo do mundo.

## Mídia

### Mangá
O mangá foi escrito por Hiroyuki Yoshino e ilustrado por Kenetsu Satō. Qwaser of Stigmata foi serializado por Akita Shoten na revista Champion Red e os capítulos coletados em tankōbon . O primeiro volume foi lançado em 20 de dezembro de 2006. A série terminou em 9 de julho de 2016 e foi coletada em 24 volumes. 
A série mangá foi licenciada internacionalmente, traduzida e publicada em vários países fora do Japão. A série é licenciada na França pela Kazé , listando os primeiros 14 volumes em seu catálogo online.Na Itália, a série mangá é licenciada pela J-Pop Edizioni e Ever Glory Publishing em Taiwan. Tokyopop licenciou a série para o mercado norte-americano e publicou os primeiros quatro volumes; no entanto, desde a retomada dos negócios em dezembro de 2012, o título não foi listado em seu catálogo online.

### Anime
Uma série de anime de 24 episódios intitulada The Qwaser of Stigmata (聖 痕 の ク ェ イ サ ー, Seikon no Qwaser ) foi adaptada da série de mangá de mesmo nome e transmitida como uma versão censurada no Biglobe . Uma versão sem censura da série foi transmitida online. A primeira temporada foi seguida por um único episódio OVA com o título The Qwaser of Stigmata: Retrato da Imperatriz (聖 痕 の ク ェ イ サ ー: 女 帝 の 肖像, Seikon no Kweisā: Jotei no manga Shōzō ) que foi lançado em DVD com o volume da série 10. Uma segunda temporada de 12 episódios intitulada The Qwaser of Stigmata II (聖 痕 の ク ェ イ サ ー II , Seikon no Kweisā Tsū) foi transmitido no Japão em 2011. A primeira e a segunda temporadas também foram lançadas em DVD no Japão.
A Sentai Filmworks licenciou as duas temporadas e o OVA na América do Norte e lançou três DVDs legendados em inglês entre 2012 e 2013.
- The Qwaser of Stigmata - Collection 1 , 3 DVDs, episódios 1-12, lançado: 2012-12-31.
- The Qwaser of Stigmata - Collection 2 , 3 DVDs, episódios 13-24, lançado: 2013-02-26.
- The Qwaser of Stigmata II - Coleção Completa , 3 DVDs, episódios 1-12 mais o OVA, lançado: 2013-04-30.

A Anime Network postou os episódios das temporadas I e II para streaming online (sem censura).

## Recepção
O revisor Chris Beverage dá as notas da série na faixa "B" no The Fandom Post. Theron Martin, um revisor de anime para a Anime News Network , revisou as coleções de lançamentos de DVD 1 e 2 da primeira temporada atribuindo as notas da série de C + (história) a A− (música)
1. ↑  «Sentai Filmworks Licenses Qwaser of Stigmata Anime». Anime News Network (em inglês). Consultado em 14 de junho de 2021
2. ↑  «聖痕のクェイサー 第1巻». 秋田書店. Consultado em 14 de junho de 2021
3. ↑  «Final Qwaser of Stigmata Manga Volume Ships in Japan». Anime News Network (em inglês). Consultado em 14 de junho de 2021
4. ↑  «Tokyopop Adds Songs & Laughter, Ratman, Seikon no Qwaser». Anime News Network (em inglês). Consultado em 14 de junho de 2021